# Antaxius beieri
Antaxius beieri är en insektsart som beskrevs av Carl Otto Harz 1966. Antaxius beieri ingår i släktet Antaxius och familjen vårtbitare. Inga underarter finns listade i Catalogue of Life.